# ATP Praga 1995
l'ATP Praga 1995 è stato un torneo di tennis giocato sulla terra rossa. È stata la 9ª edizione dell'ATP Praga che fa parte della categoria World Series nell'ambito dell'ATP Tour 1995. Si è giocato a Praga in Repubblica Ceca dal 31 luglio al 6 agosto 1995.

## Campioni

### Singolare
Bohdan Ulihrach ha battuto in finale  Javier Sánchez con il punteggio di 6–2, 6–2

### Doppio
Libor Pimek /  Byron Talbot hanno battuto in finale  Jiří Novák /  David Rikl || 7–5, 1–6, 7–6